# WrestleMania VIII
WrestleMania VIII – ósma edycja gali pay-per-view z cyklu WrestleMania, która została wyprodukowana przez World Wrestling Federation. Miała miejsce 5 kwietnia 1992 w Hoosier Dome w Indianapolis, Indiana.
Na gali odbyły się dwie walki wieczoru. W pierwszej, WWF Champion Ric Flair bronił swojego tytułu przeciwko Randy'emu Savage'owi, zaś w drugim, Hulk Hogan zawalczył z Sidem Justice. Z tego powodu, WresteleMania VIII wyjątkowo posiadała dwa motta, które brzmiały "The Macho/Flair Affair!" i "Friendship Torn Apart!".
W karcie walk znalazły się jeszcze pojedynki takie jak Roddy Piper kontra Bret Hart o WWF Intercontinental Championship, oraz Money Inc. kontra The Natural Disasters o WWF Tag Team Championship.

## Produkcja
Piosenkarka Reba McEntire zaśpiewała The Star-Spangled Banner przed rozpoczęciem show. Gospodarz Family Feud Ray Combs był gościnnym konferansjerem na rzecz eight-man tag team matchu. Komentatorami gali byli Gorilla Monsoon i Bobby Heenan. Po pracy jako komentator na poprzednich siedmiu WrestleManiach, była to jego ostatnia komentowana przez niego gala.
Walka pomiędzy The British Bulldogiem i The Berzerkerem nie miała miejsca z powodu braku czasu. Finisz walki pomiędzy Justicem i Hoganem nie wyszedł tak, jak planowano. W oryginale, Hogan miał wykonać leg drop na Justice, po czym miał zainterweniować Papa Shango, który miał przerwać próbę przypięcia powodując dyskwalifikację. Ostatecznie, Papa Shango otrzymał sygnał do wejścia za późno lub jej nie zauważył, przez co spóźnił swoją interwencję. Justice zaimprowizował, wykonując kickout z leg dropu. Po tym, Earl Hebner, sędzia pojedynku, zdyskwalifikował Justice'a, kiedy jego menadżer Harvey Wippleman zainterweniował. The Legion of Doom mieli się pojawić na show jako pretendenci do Tag Team Championship, lecz Hawk został zawieszony przed WrestleManią (LOD, wraz z ich menadżerem Paulem Elleringiem, pojawili się na gali, ale tylko do wywiadu z Gene’em Okerlundem). The Legion of Doom zostało zastąpione przez The Natural Disasters (Earthquake'a i Typhoona) w walce o tytuły tag team..
Oryginalnym planem na walkę wieczoru był długo oczekiwany pojedynek pomiędzy Rikiem Flairem i Hulkiem Hoganem o WWF World Heavyweight Championship, gdzie dwie legendy promowane były w telewizji podczas konferencji prasowej, na której Prezydent WWF Jack Tunney ogłosił Hogana jako 1. pretendenta do walki z Flairem o tytuł. Flair i Hogan zawalczyli ze sobą wiele razy na house showach i jednym telewizyjnym tag team matchu, lecz nigdy w jakimś większym pojedynku. Na WrestleManii VIII jednak odbyły się dwa podwójne main eventy, gdzie Hogan zawalczył z sidem Justicem, zaś Flair z Randym Savage'em. Na potrzeby storyline'u, Sid Justice został przypisany do rywalizacji z Hoganem przez narastające napięcie pomiędzy tą dwójką na Royal Rumble, gdzie Hogan został wyeliminowany przez Justice'a. Doprowadziło to do tego, że Hogan pomógł swojemu rywalowi, Flairowi, wyeliminować Justice'a i nie tylko wygrać Royal Rumble, lecz też WWF World Heavyweight Championship. W rezultacie, Ric Flair stał się drugą osobą, która w karierze wygrała WWF i NWA World Heavyweight Title, pierwszym był "Nature Boy" Buddy Rogers.
Walka pomiędzy Hoganem i Sidem Justice była nazwana "ostatnią" dla Hogana, gdzie w rzeczywistości, Hogan musiał zrobić przerwę od wrestlingu ze względu na aferę dot. używania sterydów, co zaczęło być ujawniane w mediach.
Podczas gdy federacja prowadziła politykę, w której zakazano celowego krwawienia (nacinania się kawałkiem ostrza, by wywołać krwotok), Ric Flair został złapany na owym procederze. przed wprost przed kamerą i został ukarany grzywną w wysokości kilku tysięcy dolarów. Pomimo że Bret Hart również krwawił podczas gali, to okaleczył się ostrzem na tyle dyskretnie, by nikt tego nie zauważył, więc nie został ukarany.
Podczas jednego z jego pierwszych wystąpień w WWF, Shane McMahon był pracownikiem backstage'owym, który odsuwał Miss Elizabeth z dala od ringu podczas walki Flair/Savage, zaś po walce próbował nie dopuścić do brawlu pomiędzy wrestlerami.

## Recenzje
Krytycy zachwalali walkę o Intercontinental Championship pomiędzy Piperem i Hartem. Thomas Golianopoulos z Complex Sports umieścił ją na 15. miejscu w liście 50 Najlepszych Walk w Historii WrestleManii, opisując ją jako "Sztywną walkę, która rozpoczęła się od amatorszczyzny, a ostatecznie była niczym uliczna walka ze świetnym zakończeniem". Golianopoulos umieścił walkę Flaira z Savage'em na miejscu 19. w tym samym rankingu, chwaląc psychologię ringową pomimo nagłego finiszu.

## Wydarzenia po gali
Głównym rywalem Savage'a przez wiosnę i lato 1992 był wciąż Ric Flair, gdzie storyline o byłej przyjaźni z Elizabeth dalej był głównym tematem. Jednakże, po jakimś czasie, w WWF Magazine ukazano dowody na to, że zdjęcia Flaira były sfałszowane, a tak naprawdę występowali na nich Savage i Elizabeth. Niestety, kilka miesięcy później w rzeczywistości, Savage i Elizabeth się rozwiedli, przez co po raz ostatni w WWF pokazała się 19 kwietnia 1992 na pay-per-view UK Rampage. Pomimo że Savage i Flair kontynuowali rywalizację, aspekt związany z Elizabeth został wycofany, kiedy to para rozwód został ostatecznie przyznany we wrześniu 1992, o czym poinformował Savage w WWF Magazine, lecz nigdzie więcej nie poinformowano o tym fanów.
Shawn Michaels zaczął otrzymywać swój pierwszy mush jako solowy main-eventer, kiedy to walczył z Randym Savage'em o World Heavyweight Championship w Europie oraz z Bretem Hartem o Intercontinental Championship w Stanach, okazjonalnie występując w tag teamie z Flairem przeciwko Hartowi i Savage'owi. Ostatecznie, Michaels wygrał WWF Intercontinental Championship pokonując British Bulldoga (który zdobył go na SummerSlam) w październiku.
Hogan i Piper wzięli przerwę od występowania w ringu po WrestleManii VIII. Roberts opuścił federację i powrócił cztery lata później z gimmickiem "nawróconego chrześcijanina". Sid Justice przegrywał walki po WrestleManii z The Ultimate Warriorem i The Undertakerem, po czym opuścił WWF, lecz wrócił w 1995.

## Wyniki walk
| Nr                                                                                    | Wyniki | Stypulacje                                        | Czas  |
| ------------------------------------------------------------------------------------- | --- | ------------------------------------------------- | ----- |
| 1D                                                                                    | The Bushwhackers (Bushwhacker Luke i Bushwhacker Butch) pokonali The Beverly Brothers (Blake'a i Beau Beverly'ego)                                        | Tag team match                                    | 10:00 |
| 2                                                                                     | Shawn Michaels (w/ Sensational Sherri) pokonał El Matadora                                                                                                | Singles match                                     | 10:38 |
| 3                                                                                     | The Undertaker (w/ Paul Bearer) pokonał Jake'a Robertsa                                                                                                   | Singles match                                     | 06:36 |
| 4                                                                                     | Bret Hart pokonał Roddy'ego Pipera (c) | Singles match o WWF Intercontinental Championship | 13:51 |
| 5                                                                                     | Big Boss Man, Virgil, Sgt. Slaughter i Jim Duggan pokonali The Nasty Boys (Briana Knobsa i Jerry'ego Sagsa), Repo Mana i The Mountiego (w/ Jimmy Hart)    | 8-man tag team match                              | 06:33 |
| 6                                                                                     | Randy Savage pokonał Rica Flaira (c) (w/ Mr. Perfect) | Singles match o WWF Championship                  | 18:04 |
| 7                                                                                     | Tatanka pokonał Ricka Martela | Singles match                                     | 04:33 |
| 8                                                                                     | The Natural Disasters (Earthquake i Typhoon) pokonali Money Inc. (Teda DiBiasego i Irwina R. Schystera) (c) (w/ Jimmy Hart) przez wyliczenie poza-ringowe | Tag team match o WWF Tag Team Championship        | 08:38 |
| 9                                                                                     | Owen Hart pokonał Skinnera | Singles match                                     | 01:36 |
| 10                                                                                    | Hulk Hogan pokonał Sida Justice'a (w/ Harvey Wippleman) przez dyskwalifikację                                                                             | Singles match                                     | 12:28 |
| (c) – mistrz/mistrzyni przed walkąD – walka była dark matchem (nietransmitowana w TV) | |                                                   |       |